# PlayStation 5
PlayStation 5 (PS5) je herní konzole od japonské společnosti Sony. Zahájení prodeje proběhlo v listopadu 2020. Jde o devátou generaci herních konzolí spolu s konkurenční konzolí Xbox Series X/S a Nintendo Switch.
Mezi hlavní hardwarové vylepšení patří především zrychlení výkonu úložiště díky SSD disku, využívání rozlišení 4K při rychlosti až 120 fps, hardwarově akcelerované sledování paprsku a zpětná kompatibilita s většinou her pro PS4 a PlayStation VR.
Základní verze obsahuje optickou mechaniku Ultra HD Blu-ray, levnější verze Digital Edition postrádá mechaniku, protože nákup her probíhá pouze přes internetové stahování. V listopadu 2023 původní verzi nahradila kompaktnější Slim verze a o rok později přibyla výkonnější verze Pro.

## Historie
Hlavní architekt poprvé veřejně popsal novou konzoli v dubnu 2019. Sony potvrdila, že nový hardware je ve vývoji, ale nebude dodáván dříve než v dubnu 2020. Při jejím vývoji byla klíčovou otázkou délka doby načítání her, důležitým cílem bylo najít způsoby, jak zkrátit dobu načítání. Sony také zkoumalo proveditelnost „levné varianty“ PS5, podobně jako u Xbox Series S, a dospělo k závěru, že takové konzole nedopadnou dobře a příliš rychle zastarají.
Představení proběhlo 11. června 2020 a zahájení prodeje v Evropě začalo 19. listopadu 2020. Předobjednávky však byly vyprodané během prvních hodin a další dodávky do Česka přišly až v únoru 2021. Ředitel zábavní divize Sony se omluvil za nedostatek konzolí, ačkoliv prý bylo na trh dodáno více kusů než při startu předchozí generace. Příčinou jejich nedostatku jsou chybějící čipy z Asie, i rok po uvedení se v Česku tato konzole kupovala na předobjednávku, na kterou se čekalo několik měsíců. Dostatečný počet dodávek konzolí byl v Česku dosažen až koncem roku 2022, tedy dva roky po uvedení.
Sony po světě k září 2023 prodalo 61,7 milionů kusů PS5. Je to tedy nejprodávanější herní konzole deváté generace a své konkurenty od Microsoftu Xbox Series X/S (celkově 28,3 milionů prodaných kusů) výrazně překonává.

## Specifikace
Konzole disponuje 7 nm procesorem AMD Zen 2 s frekvencí 3,5 GHz a 8 jádry, grafikou AMD Radeon Navi s výkonem až 10,28 TeraFLOPs RDNA2, poprvé vnitřním úložištěm SSD a 16 GB GDDR6 RAM paměti. Herní rozlišení zvládne až 4K, v případě videí a jednodušších her až 8K.
Přítomna je jednotka Blu-ray s podporou 100 GB disků a videa Ultra HD Blu-ray. K prodeji je i levnější verze konzole bez Blu-ray mechaniky, nazvaná „Digital Edition“. Mechanika dokáže číst Blu-ray a DVD média. Stejně jako její předchůdce PS4 již nepodporuje přehrávání hudebních CD disků.
Výchozí SSD úložiště s 825 GB by mělo pracovat vysokou rychlostí 5,5 GB/s, propojené je rozhraním NVMe. Po odstranění bílého panelu bude možno zapojit další interní úložiště SSD založené na PCIe 4.0 se slotem M.2. Výchozí úložiště však nelze vyměnit, jelikož je zabudováno do základní desky. Úložiště bude muset být rychlejší než 5,5 GB/s a s chladičem nesmí mít moc velké rozměry, jejich specifikace uvádí stránka Sony. Je také možné připojit jakýkoliv externí harddisk přes USB 3.2.
Grafika podporuje technologii sledování paprsku. Podporován je i 3D zvuk. PS5 je zpětně kompatibilní s hrami z PS4. Proměnlivý hrací režim spotřebuje výrazně méně energie než u PS4. Uživatel může rozhodnout, kolik toho ze softwaru chce nainstalovat, například pouze multiplayerovou část hry.

## Příslušenství
Nový ovladač DualSense je o něco větší než jeho předchůdce a napájen je přes USB-C, vylepšena jsou tlačítka, které mohou podle potřeby měnit odpor vůči hráči, vylepšena je také hmatová odezva ovladače a jeho reproduktor, přibyl také mikrofon. K dalším příslušenstvím patří HD kamera, nabíjecí stanice ovladačů DualSense, bezdrátová sluchátka Pulse 3D a dálkové ovládání Media Remote s vestavěným mikrofonem.

## Software
PlayStation 5 je navržen tak, aby byl zpětně kompatibilní s 99 % her dostupných na PlayStation 4 a PlayStation VR (přes 4000 her). Pokud vlastníte verzi PS5 „Digital Edition“, anebo stažené verze her z PS4, měly by být všechny kompatibilní hry vidět ve vaší knihovně na novém zařízení a dostupné ke stažení. Hry lze nakopírovat přes USB harddisk, LAN kabel, nebo přes Wi-Fi. Uložené pozice je možné nakopírovat přes LAN, Wi-Fi, nebo cloud úložiště. Devět her z PS4 je potvrzeno jako nekompatibilní. Mnoho her je také remasterovaných z PS4.
Mezi nejúspěšnější exkluzivní hry pro PS5 patří: God of War Ragnarök, Demon's Souls, Returnal, Ratchet & Clank: Rift Apart, Spider-Man 2, Helldivers 2, Astro Bot, Final Fantasy XVI a Horizon Forbidden West.

## Novější verze

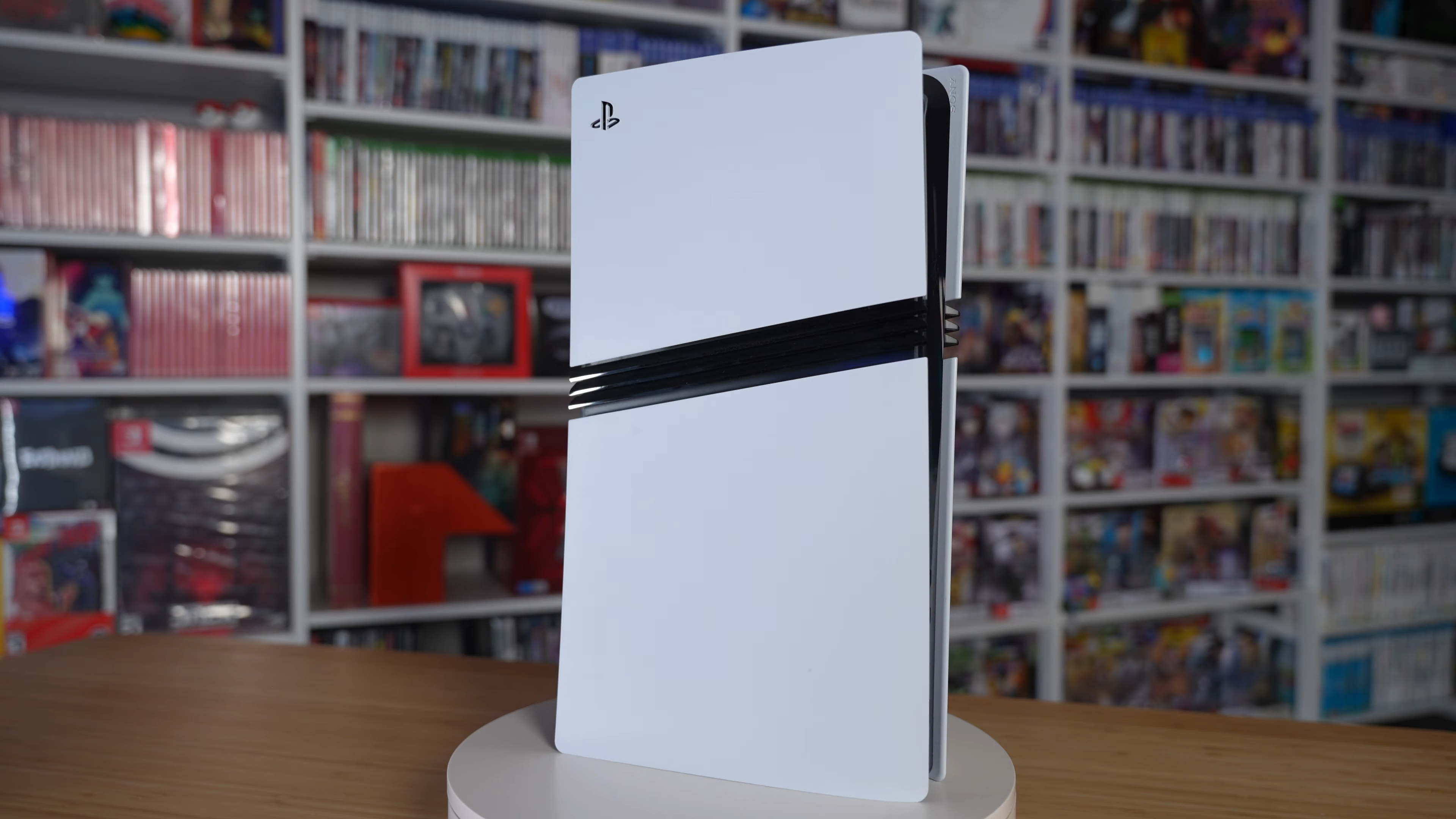
PlayStation 5 Pro

### PlayStation 5 Slim
Zmenšené PS5 Slim a PS5 Slim Digital Edition vyšly v listopadu 2023 a nahradily obě původní verze systému. Modely jsou o 30 % menší než původní PS5 a mají 1 TB vnitřního úložiště. Je také nyní možné dokoupit a připojit diskovou jednotku do digitální edice.

### PlayStation 5 Pro
Modernizovaná verze PlayStation 5 Pro vyšla v listopadu 2024. Disponuje větším diskem SSD 2 TB, o 45 % výkonnějším GPU, technologií pro upscaling pomocí umělé inteligence a 2krát rychlejším sledováním paprsku (raytracing) ve srovnání s PS5. Na rozdíl od základního modelu je k dispozici jen ve verzi bez mechaniky, kterou lze dokoupit samostatně.